# Boris Pavlovitch Belooussov
Pour les autres personnes portant le même patronyme, voir Belooussov.
Boris Pavlovitch Belooussov (en russe : Борис Павлович Белоусов ;  prononcer « Belo-oussov ») est un chimiste et biophysicien soviétique, né le 19 février 1893 à Moscou, où il est mort le 12 juin 1970.
Il a découvert la réaction de Belooussov-Jabotinski (ou réaction BZ, pour l'anglais Belousov-Zhabotinsky) au début des années 1950. Ses travaux furent la base de  la cinétique chimique non linéaire moderne.

## Biographie
La famille de Beloussov avait de fortes sympathies anti-tsaristes et, après la révolution russe de 1905, ils furent arrêtés et plus tard forcés de quitter le pays. Ils s’installèrent en Suisse, où Boris étudia la chimie à Zurich.
De retour en Russie au début de la Première Guerre mondiale, Belousov essaya de rejoindre l'armée, mais fut refusé pour des raisons médicales. Il obtint un emploi dans un laboratoire militaire sous la direction du chimiste Vladimir Nikolaïevitch Ipatieff. Sa valeur à l'institut est indiquée par son grade militaire, commandant de brigade, correspondant à peu près au grade de général.
Après avoir quitté l'armée, il prit un emploi dans le laboratoire de biophysique du ministère de la Santé de l'URSS, où il travailla dans le domaine de la toxicologie. En cherchant un analogue inorganique du cycle de l'acide citrique biochimique que Beloussov découvrit par hasard une réaction chimique oscillante. Il essaya deux fois, sur une période de six ans, de publier ses découvertes, mais les éditeurs des revues auxquels il présenta ses articles restèrent incrédules et rejetèrent son travail l’estimant « impossible ». Il a pris cet échec très difficilement.
Le biochimiste Simon Schnoll, à l'Institut de biophysique théorique et expérimentale de Pouchtchino, entendit parler des travaux de Beloussov et essaya de l'encourager à poursuivre. Beloussov donna à Schnoll certaines de ses notes expérimentales et fut d’accord pour publier un article dans une publication obscure, non revue, mais décida alors de mettre un terme à ses travaux scientifiques. Schnoll donna le projet à un étudiant diplômé, Anatoli Jabotinski (en), qui étudia en détail la réaction et réussit à publier ses résultats. La réaction porte maintenant les noms des deux chercheurs Beloussov et Jabotinski.
Belousov reçut à titre posthume le prix Lénine en 1980 pour ses travaux sur la réaction BZ.